# Uncaria kunstleri
Uncaria kunstleri là một loài thực vật có hoa trong họ Thiến thảo. Loài này được King miêu tả khoa học đầu tiên năm 1903.